# Lahitolle 95 mm Mle. 1875
Il Lahitolle 95 mm Mle. 1875 era un cannone campale francese adottato nel 1875 dall'Armée de terre e, nel 1916, dal Regio Esercito italiano.

## Storia
Il Mle. 1875 fu progettato dal tenente colonnello d'artiglieria Henri Périer de Lahitolle per sostituire il 7 Mle 1873 de Reffye e fu il primo cannone in acciaio in servizio nell'Armée. Nonostante già nel 1877 venisse sostituito dal 90 mm Mle 1877 de Bange come cannone campale, il pezzo continuò ad essere prodotto ed impiegato come cannone d'assedio e da fortezza, grazie alla maggiore potenza della sua munizione. Nel 1888 fu prodotta la versione migliorata Lahitolle 95 mm Mle 1888, modificata nel sistema di innesco. La bocca da fuoco Mle. 1888, oltre che sull'affusto da campagna del Mle 1875, venne incavalcata anche sull'affusto "Omnibus", un affusto standard (impiegabile anche con i 80 mm Mle 1877 e 90 mm Mle. 1877 de Bange) definito "de siege et de place", ovvero da assedio e da fortezza. Con l'entrata in servizio del rivoluzionario 75 mm Mle. 1897, il Lahitolle de 95 mm fu relegato all'armamento delle fortificazioni del Sistema Séré de Rivières. Nel 1914 però, nell'ambito dell'enorme sforzo bellico della Grande Guerra, la carenza di artiglierie campali pesanti portò l'Armée a recuperare i suoi 1524 Lahitolle de 95 mm dalle opere difensive per riarmo per impiegarli sul campo a fianco degli Schneider 105 mm Mle. 1913. Nel primo dopoguerra tornarono ad armare le fortificazioni della Linea Maginot, fino al 1940, quando ancora armavano alcuni Régiments d'Artillerie de Position (RAP) e le scuole di applicazione.
Nell'ambito delle forniture straniere per rimpiazzare i materiali persi nella ritirata di Caporetto, nel 1916 la Francia cedette 72 pezzi, sufficienti ad equipaggiare 9 batterie, al parco d'assedio del Regio Esercito italiano.
Nel 1893 fu realizzato la versione per l'artiglieria costiera chiamata Canon G de côte de 95 mm Mle. 189' su affusto a piedistallo scudato, a deformazione. Prodotto in 474 esemplari, venne impiegato sia nelle batterie costiere per il tiro antinave ravvicinato che, nel 1914, per armare 4 treni blindati, ognuno equipaggiato con 4 pezzi su due o 4 vagoni blindati. Alcuni pezzi armarono anche le casematte tipo "de Bourges", come quella del Fort de Janus presso Briançon, che nel 1940, durante la battaglia delle Alpi Occidentali, aprì il fuoco sulle truppe italiane. Dopo l'invasione tedesca della Francia nel 1940, i pezzi costieri requisiti dalla Wehrmacht vennero immessi in servizio con la denominazione 9,5 cm KstK(f).

## Tecnica

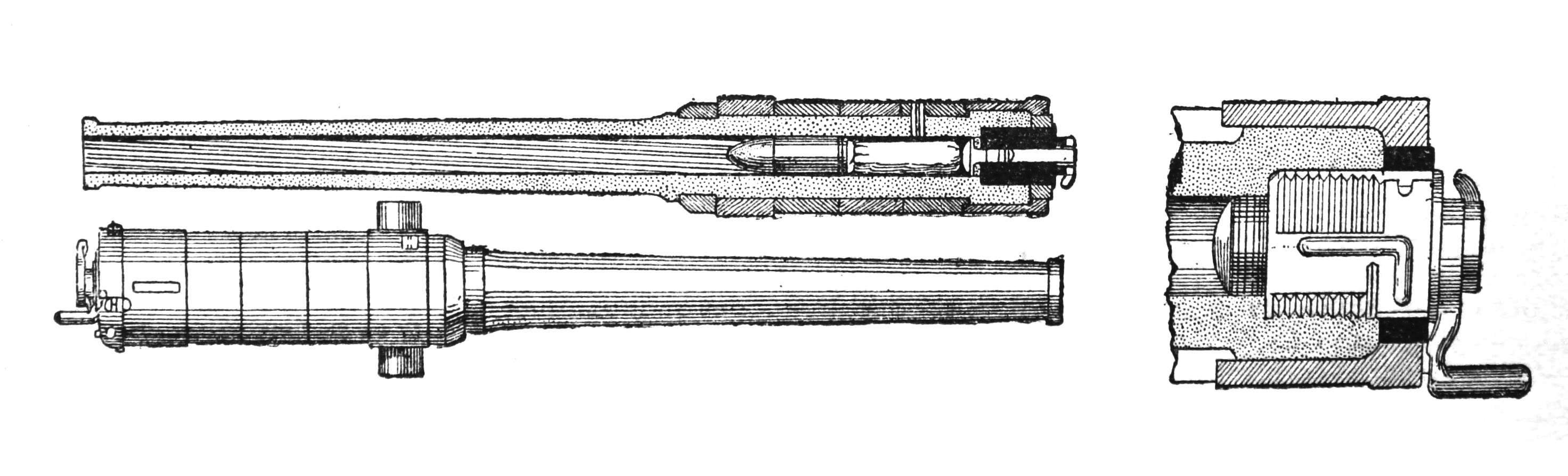
Disegno della canna e dell'otturatore. In sezione sono visibili i manicotti di cerchiatura.

La canna, in acciaio, è rigata a 26 rilievi sinistrorsi ed è cerchiata da sei manicotti anch'essi d'acciaio. L'otturatore è cilindrico a vite interrotta ed è progettato per l'uso di cartoccio a sacchetto. L'innesco è a cannello a frizione: sul Mle. 1875 il focone per il cannello è situato sulla parte posteriore della culatta, mentre nel Mle. 1888 l'otturatore è modificato ed il focone è collocato su di esso, come nelle più moderne artiglierie de Bange.
L'affusto da campagna è un affusto a ruote a razze di legno di concezione napoleonica, di tipo rigido, in ferro a coda unica. L'alzo è limitato da -10° a +24°, regolato tramite vitone sotto alla culatta ingranata con un volantino sulla coda d'affusto. Il traino si effettua tramite avantreno porta-munizioni.
L'affusto da assedio e da fortezza "Omnibus" è anch'esso in ferro, con coda unica con pedana per i serventi. Le ruote invece sono in acciaio. È caratterizzato da un ginocchiello particolarmente alto, dovuto al fatto che la canna doveva sporgere al di sopra del parapetto che difendeva i serventi nella piazzola di tiro, ma che permetteva anche un ampio settore verticale, da -10° a +40°. L'elevazione è ottenuta azionando un volantino sull'affusto che, tramite un sistema di viti e leve, agisce sulle orecchioniere variando l'inclinazione della bocca da fuoco.
Nella versione G de côte Mle. 1893, da costa, la bocca da fuoco è incavalcata tramite orecchioni alla culla, la quale è incavalcata su un affustino a lisce laterali e freni di sparo idraulici, che brandeggia su un affusto a piedistallo a campana, inchiavardato al ponte della nave, alla piazzola della batteria o al pianale del carro ferroviario. Il movimento in elevazione della canna rispetto alla culla va da -10° a +32°, mentre il movimento in brandeggio è di 360°. L'affustino è munito di uno scudo corazzato per la protezione dei serventi.